# Юджін Марей
Юджін Марей (англ. Eugène Nielen Marais; 1871 - 1936) - південноафриканський журналіст, письменник, натураліст, адвокат.

## Біографія
Юджін народився в родині Яна Нілена Марея, на той момент колишнього секретаря уряду, звільненого через звинувачення в корупції та зловживаннях, та його дружини Катарини. Він був наймолодшою, тринадцятою дитиною в родині. Батьки переїхали до Преторії. Там Юджін навчався в англомовній школі Босхофа та Паарла, яку завершив у 1887 році. У 1890 році він почав працювати редактором у щотижневій голандськомовній опозиційній газеті «Land en Volk», де відповідав за продаж місця для реклами та випуск номера. Газета, заснована 1886 року, була незначною, допоки Марей не перетворив її на рупор опозиції, наслідуючи провокаційну американську журналістику та жорстко атакуючи уряд та політичних супротивників.
У 1892 році Марей познайомився з 20-річною Алеттою Беєрс, з якою невдовзі одружився. Уже в той час у нього розвинулася залежність від опіатів, тоді доступних в аптеках. У них народився син, проте через відсутність гігієни при пологах в Алетти за півроку розвинулася пологова гарячка та вона померла в віці 23 роки. Смерть дружини сильно засмутила Марея. Сина Юджина Чарлза Джерарда він віддав на виховання сестрі